# Assunta Geens
Assunta Geens (Lubbeek, 19 december 1954) is een Belgische actrice, muzikante, lerares en gewezen politica.

## Biografie
Assunta Geens stamt uit een eeuwenoude familie in het Hertogdom Brabant (later Vlaams-Brabant) van ridders, meiseniers (vrije landlieden), molenaars en lokale bestuurders (meiers, schepenen, burgemeesters, gemeentesecretarissen) met een stamboom tot 1000 jaar terug in de tijd. Bekende familieleden in de twintigste eeuw waren: Dr. Joseph Geens uit Tienen (medestichter H.Hart Ziekenhuis Tienen); architect Albert Geens uit Tienen (met in 2022 15 erfgoedgebouwen in Vlaanderen en Brussel); deken Fons Geens uit Erps-Kwerps, geestelijk raadsman van keizerin Zita van Oostenrijk-Hongarije; burgemeester en grootvader Jef Geens uit Kortenaken, verzetsstrijder die door de nazi's omgebracht werd in het concentratiekamp Dora-Ellrich in Duitsland op het einde van wereldoorlog II; Emile Geens, vader, sergeant bij het gewapend verzet tijdens de tweede wereldoorlog, later gemeentesecretaris in Lubbeek en Gaston Geens, de eerste minister-president van Vlaanderen.
Tijdens haar middelbaar onderwijs in Lubbeek (O.L.Vrouw van de Rozenkrans) ging Assunta Geens ook naar het stedelijk Conservatorium van Tienen. Ze studeerde al op jonge leeftijd gitaar, viool en woordkunst. Ze wilde op 18 jaar naar de Studio Herman Teirlinck voor een acteeropleiding, maar daar maakten haar ouders bezwaar tegen. In plaats daarvan rondde ze in 1975 een studie muziekpedagogie af aan het Lemmensinstituut in Leuven. Nadien studeerde ze woordkunst aan het Koninklijk Conservatorium in Brussel en studeerde op latere leeftijd twee jaar "Hoger diploma Woord" aan het Koninklijk Conservatorium te Antwerpen bij Stannie Milbau. Nog meer lessen in toneel, welsprekendheid, gitaar, zang en harp aan de academies voor muziek, woord en dans van Geel, Lier, Heist-op-den-Berg en Herentals scherpten haar vaardigheden verder aan.
Na haar hogere studies werd ze deeltijds lerares. Zo was ze onder meer muzieklerares in Tielt-Winge, Kessel-Lo en Herentals (Sint Jozefsinstituut) en lerares woordkunst aan de Academie voor Muziek, Woord en Dans in Heist-op-den-Berg (MUWODA).
Haar muziek- en acteurscarrière startte bij het Huelgas Ensemble van Paul Van Nevel en De Klingel van Dolf Smets. Daarna toerde ze door heel Vlaanderen solo of met een beperkte bezetting met eigen muziek- en woordprogramma's. Geens speelde ook toneel bij Theaterspektakel in Herentals, het Theater Zuidpool in Antwerpen, Lyra Toneel (Lier), Theatergroep Jimmenas, Tejater Aventoe, De Partij (beiden Heist o/d Berg) en bij Kunst en Geest in Westerlo. In totaal stond Assunta Geens al meer dan 1.300 keer op de planken, meestal in een hoofdrol. Ze speelde ook vijf jaar lang de rol van Mia Dondeyne in Familie, de dagelijkse soap op VTM en daarnaast kreeg ze gastrollen in verschillende andere reeksen en films.
Ze werd verkozen in de gemeenteraad van Westerlo vanaf 2000 en was er schepen van cultuur, burgerlijke stand en bevolking, kunstonderwijs en ontwikkelingssamenwerking. Ze maakte als raadslid deel uit van de raad voor de zittingsperiode 2007-2012 en zetelde ook in de politieraad van de zone Zuiderkempen. Daarnaast vertegenwoordigde ze de gemeente Westerlo in de algemene vergadering van de IOK (de intercommunale ontwikkelingsmaatschappij voor de Kempen), de Vlaamse Vereniging voor Steden en Gemeenten en was ze bestuurslid van het crematorium van Wilrijk.
In 2012 speelt ze een hoofdrol in '(Sint) Bonifatius', een video- en toneelproject (div. culturele centra en theaters) in een regie van Dominique Mondelaers (Theatergroep Jimmenas). Ze verlaat de politiek en legt zich verder toe op het lesgeven (MUWODA Heist o/d Berg), acteren en musiceren (harp en zang). Zo is ze alt in het koor van de Bach-academie in Alden Biesen. Ook na haar pensionering blijft ze actief als actrice en zangeres. Ze bracht bijvoorbeeld met Mieke Depooter, violiste, een harpconcert tijdens de internationale cartoonexpo van Amnesty International 2022.
Vanwege haar filmrollen en vele optredens geldt zij in Vlaanderen als "Bekende Vlaming".
Ze is gehuwd met Eugeen Van Kerckhoven, voormalig docent en adviseur en woordvoerder van ministers van justitie.

## Prijzen
- Stadsmedaille Tienen voor de opleiding "dictie en voordracht" aan het Conservatorium in Tienen
- Regeringsmedaille voor de opleiding "dictie en voordracht" aan het Conservatorium in Tienen
- Eerste prijs Notenleer aan het Lemmensinstituut te Leuven
- Eerste prijs Woordkunst aan het Koninklijk Conservatorium te Brussel
- Het Gouden Oog, Familie (VTM, 1994)
- Cultuurprijs van de gemeente Westerlo (1998)
- Laureaat Landjuweelfestival (2018) met "U bent mijn moeder" van Joop Admiraal voor Tejater Aventoe, C-Mine Genk
- Laureaat Landjuweelfestival (2022) met "GAZ, pleidooi van een verdoemde moeder" van Tom Lanoye voor Theaterspektakel, CC De Warande Turnhout

## Filmografie
- Familie (1992-1996) - Mia Dondeyne
- Chez Bompa Lawijt (1994) - Anouchka
- Wittekerke (1998)[7] - Mevrouw Deschampeleire
- Samson en Gert (1999) - Mevrouw Zwieper (aflevering 'Vast in een fles')
- De Makelaar (2000) - Agente
- Big & Betsy verschillende rollen
- Samson en Gert (2003) - Dame met kunstwerk (aflevering 'Moeder en kind')
- Wittekerke (2005) - Verpleegster
- Hotel op stelten (2008) - klagende vrouw
- Kid (2012) - advocate
- Fiskepark (2019) - Karen Van Calster
- Als den hemel op uwe kop valt (2021) - diverse, regie Michaël Van Caeneghem, Lieven Debrauwer